# Dicranella spiralis
Dicranella spiralis là một loài rêu trong họ Dicranaceae. Loài này được Mitt. A. Jaeger mô tả khoa học đầu tiên năm 1880.